# Turcomenistão nos Jogos Olímpicos de Verão de 2008
O Turcomenistão ou Turquemenistão competiu nos Jogos Olímpicos de Verão de 2008, em Pequim, na China.

## Desempenho

### Atletismo
Masculino
| Atleta             | Evento               | Preliminares | Preliminares | Final       | Final       |
| Atleta             | Evento               | Marca        | Posição      | Marca       | Posição     |
| ------------------ | -------------------- | ------------ | ------------ | ----------- | ----------- |
| Amanmurad Hommadov | Arremesso de martelo | Sem marca    | Sem marca    | Não avançou | Não avançou |

Feminino
| Atleta             | Evento     | Preliminares | Preliminares | Quartas     | Quartas     | Semifinal   | Semifinal   | Final       | Final       |
| Atleta             | Evento     | Marca        | Posição      | Marca       | Posição     | Marca       | Posição     | Marca       | Posição     |
| ------------------ | ---------- | ------------ | ------------ | ----------- | ----------- | ----------- | ----------- | ----------- | ----------- |
| Valentina Nazarova | 100 metros | 11s94        | 52º          | Não avançou | Não avançou | Não avançou | Não avançou | Não avançou | Não avançou |

### Boxe
O Turquemenistão qualificou um boxeador para o torneio olímpico de boxe. Aliasker Bashirov obteve a última vaga asiática, no segundo torneio qualificatório do continente.
| Atletas           | Evento          | Fase de 32             | Oitavas                | Quartas                | Semifinais             | Final                  |
| Atletas           | Evento          | Adversário e resultado | Adversário e resultado | Adversário e resultado | Adversário e resultado | Adversário e resultado |
| ----------------- | --------------- | ---------------------- | ---------------------- | ---------------------- | ---------------------- | ---------------------- |
| Aliasker Bashirov | Peso meio-médio | FRA J. Chiguer D 6-17  | Não avançou            | Não avançou            | Não avançou            | Não avançou            |

### Halterofilismo
Masculino
| Atleta                  | Evento | Arranque (kg) | Arremesso (kg) | Total (kg)    | Posição       |
| ----------------------- | ------ | ------------- | -------------- | ------------- | ------------- |
| Tolkunbek Hudaybergenov | -62kg  | 126,0         | 162,0          | 288,0         | 7º            |
| Umurbek Bazarbayev      | -62kg  | 133,0         | -              | Não completou | Não completou |

### Judô
Masculino
| Atleta               | Evento | Preliminar                | Fase de 32             | Fase de 16             | Quartas                | Semifinais             | Repescagem                | Repescagem             | Repescagem             | Final                  | Final       |
| Atleta               | Evento | Preliminar                | Fase de 32             | Fase de 16             | Quartas                | Semifinais             | 1ª fase                   | Quartas                | Semifinais             | Final                  | Final       |
| Atleta               | Evento | Adversário e resultado    | Adversário e resultado | Adversário e resultado | Adversário e resultado | Adversário e resultado | Adversário e resultado    | Adversário e resultado | Adversário e resultado | Adversário e resultado | Pos.        |
| -------------------- | ------ | ------------------------- | ---------------------- | ---------------------- | ---------------------- | ---------------------- | ------------------------- | ---------------------- | ---------------------- | ---------------------- | ----------- |
| Guvanch Nurmuhamedov | −66 kg | PRK Pak C. M. D 0000-1000 |                        |                        |                        |                        | ITA G. Casale D 0002-0012 | Não avançou            | Não avançou            | Não avançou            | Não avançou |

Feminino
| Atleta          | Evento | Fase de 32                | Fase de 16             | Quartas                | Semifinais             | Repescagem             | Repescagem             | Repescagem             | Final                  | Final       |
| Atleta          | Evento | Fase de 32                | Fase de 16             | Quartas                | Semifinais             | 1ª fase                | Quartas                | Semifinais             | Final                  | Final       |
| Atleta          | Evento | Adversário e resultado    | Adversário e resultado | Adversário e resultado | Adversário e resultado | Adversário e resultado | Adversário e resultado | Adversário e resultado | Adversário e resultado | Pos.        |
| --------------- | ------ | ------------------------- | ---------------------- | ---------------------- | ---------------------- | ---------------------- | ---------------------- | ---------------------- | ---------------------- | ----------- |
| Nasiba Surkieva | −70 kg | USA R. Rousey D 0000-1010 | Não avançou            | Não avançou            | Não avançou            | Não avançou            | Não avançou            | Não avançou            | Não avançou            | Não avançou |

### Natação
Masculino
| Atleta(s)        | Evento     | Eliminatórias | Eliminatórias | Semifinal   | Semifinal   | Final       | Final       |
| Atleta(s)        | Evento     | Tempo         | Posição       | Tempo       | Posição     | Tempo       | Posição     |
| ---------------- | ---------- | ------------- | ------------- | ----------- | ----------- | ----------- | ----------- |
| Andrey Molchanov | 50 m livre | 25s02         | 64º           | Não avançou | Não avançou | Não avançou | Não avançou |

Feminino
| Atleta(s)       | Evento      | Eliminatórias | Eliminatórias | Semifinal   | Semifinal   | Final       | Final       |
| Atleta(s)       | Evento      | Tempo         | Posição       | Tempo       | Posição     | Tempo       | Posição     |
| --------------- | ----------- | ------------- | ------------- | ----------- | ----------- | ----------- | ----------- |
| Olga Hachatryan | 100 m livre | 1min14s77     | 48º           | Não avançou | Não avançou | Não avançou | Não avançou |

### Tiro
Feminino
| Atleta             | Prova               | Qualificação | Qualificação | Final       | Final       | Pos. |
| Atleta             | Prova               | Pontos       | Pos.         | Pontos      | Total       | Pos. |
| ------------------ | ------------------- | ------------ | ------------ | ----------- | ----------- | ---- |
| Yekaterina Arabova | Carabina de ar 10 m | 376          | 47           | Não avançou | Não avançou | 47   |